# Annalea Hartmann
Annalea Hartmann (* 17. April 1965 in Berschis) ist eine ehemalige Schweizer Beachvolleyballspielerin.

## Karriere
Hartmann gewann 1992 die Schweizer Meisterschaft mit Silvia Meier. Es war der erste von fünf nationalen Titeln, die sie bis 2000 mit verschiedenen Partnerinnen erreichte. 1996 wurde sie mit Margot Schläfli Meisterin und spielte ein Weltserien-Turnier in Espinho. An der Seite von Denise Kölliker gab es 1998 den nächsten Titel und einen dritten Platz beim Challenger-Turnier in Jona SG. Mit Nicole Schnyder-Benoit gewann sie zwei weitere Goldmedaillen in der Schweiz. Bei der Weltmeisterschaft in Marseille belegten die Schweizerinnen den 41. Platz und bei den Europameisterschaften 1999 in Palma und 2000 in Getxo wurden sie jeweils Neunte. 2001 sowie 2003 und 2004 wurde Hartmann in der Heimat dreimal Vizemeisterin. Mit Dorothea Hebeisen stand sie 2005 ausserdem im Final des Satellite-Turniers in Vaduz. 2006 spielte sie mit Karin Trüssel mehrere FIVB-Turniere. Bei der Europameisterschaft in Den Haag schied sie ohne Satzgewinn aus.
Nach ihrer aktiven Karriere arbeitete Hartmann als Trainerin für das Beach-Duo Grossen/Kayser und als Dozentin am Institut für Sport der Universität Basel.